# 长序南蛇藤
长序南蛇藤（学名：Celastrus vaniotii）为卫矛科南蛇藤属的植物，为中国的特有植物。分布在中国大陆的广西、云南、贵州、湖南、湖北、四川等地，生长于海拔500米至2,000米的地区，常生长在混交林中，目前尚未由人工引种栽培。

## 异名
- Celastrus vaniotii (Levl.) Rehd. var. laevis (Rehd. et Wils.) Rehd.